# Павлоградський навчально-виховний комплекс № 14
Павлоградський навчально-виховний комплекс «Загальноосвітній навчальний заклад — дошкільний навчальний заклад» № 14 — україномовний навчальний заклад І-II ступенів акредитації у місті Павлоград Дніпропетровської області.

## Загальні дані
Павлоградська загальноосвітня школа I—II ступенів № 14 розташована за адресою:
вул. Івана Сірка, 35, місто Павлоград, Дніпропетровська область, 51400, Україна.
Директор закладу — Василевська Валентина Миколаївна, вчитель вищої категорії, вчитель історії.
Мова викладання — українська.

## Історія
В 1970 році була збудована нова, сучасна школа, яка 1 вересня гостинно відчинила двері. Вона була збудована за ініціативою директора школи Бондаренка М. С. Учні та їхні батьки брали активну участь у будівництві школи.
До цього в селищі Соснівка в довоєнні роки діяли дві початкових (3 річних) школи. Одна з яких була розташована по вулиці Попова, а друга по вулиці Куйбишева. Вони знаходились в старих мазаних хатах.
Після німецько-радянської війни в центрі селища по вулиці Котовського почала працювати семирічна школа, яка розміщувалась в одноповерховому приміщенні.

## Сучасність
У школі функціонує 12 навчальних кабінетів. Школа має комп'ютерний клас, кабінет біології, української мови, математики, англійської мови, спортивний зал, бібліотеку, їдальню, медичний кабінет.

## Модулі школи

### Початкова школа
- курс «Основи здоров'я»
- тренінгові технології
- уроки комп'ютерної грамотності
- підготовка дітей до школи

### Основна школа
- третій урок фізкультури
- підготовка до профільного навчання
- вступ до інформатики

## Джерело-посилання
- Школа на сайті відділу освіти Павлоградської міської ради [Архівовано 20 липня 2010 у Wayback Machine.]